# Mistrzostwa Europy w Lekkoatletyce 1966 – chód na 50 km mężczyzn

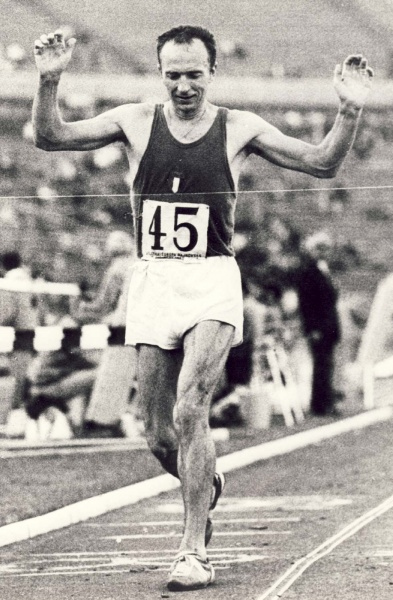
Abdon Pamich

Chód na 50 kilometrów mężczyzn był jedną z konkurencji rozgrywanych podczas VIII Mistrzostw Europy w Budapeszcie. Został rozegrany 3 września 1966 roku. Zwycięzcą tej konkurencji został reprezentant Włoch Abdon Pamich, mistrz Europy z 1962. W rywalizacji wzięło udział dwudziestu sześciu zawodników z dwunastu reprezentacji.

## Rekordy
| Rekord świata     | Giennadij Agapow (SUN)     | 3:55:36   | Ałma-Ata, ZSRR     | 17.10.1965 |
| Rekord Europy     | Giennadij Agapow (SUN)     | 3:55:36   | Ałma-Ata, ZSRR     | 17.10.1965 |
| Rekord mistrzostw | Jewgienij Maskinskow (SUN) | 4:17:15,4 | Sztokholm, Szwecja | 22.08.1958 |

## Wyniki
| Miejsce | Zawodnik             | Czas      |
| ------- | -------------------- | --------- |
| 1       | Abdon Pamich         | 4:18:42,0 |
| 2       | Giennadij Agapow     | 4:20:01,2 |
| 3       | Ołeksandr Szczerbyna | 4:20:47,2 |
| 4       | Kurt Sakowski        | 4:21:35,0 |
| 5       | Ray Middleton        | 4:23:01,0 |
| 6       | Henri Delerue        | 4:24:37,4 |
| 7       | Günther Rieger       | 4:25:50,8 |
| 8       | Vittorio Visini      | 4:26:22,4 |
| 9       | Don Thompson         | 4:27:11,2 |
| 10      | Charles Sowa         | 4:30:13,6 |
| 11      | Peter Selzer         | 4:33:57,4 |
| 12      | István Havasi        | 4:35:11,0 |
| 13      | Alexandr Bílek       | 4:36:59,8 |
| 14      | Erwin Stutz          | 4:37:51,4 |
| 15      | Bernhard Nermerich   | 4:39:04,8 |
| 16      | Stig Lindberg        | 4:40:39,8 |
| 17      | Anatolij Penek       | 4:41:23,2 |
| 18      | Gerhard Weidner      | 4:44:04,2 |
| 19      | Charles Fogg         | 4:45:16,6 |
| 20      | Oldřich Stránský     | 4:49:57,8 |
| 21      | Eugeniusz Ornoch     | 4:56:13,4 |
| 22      | Werner Hupfeld       | 5:02:41,8 |
| –       | Jacques Arnoux       | DNF       |
| –       | Ingvar Pettersson    | DNF       |
| –       | Béla Dinesz          | DQ        |
| –       | Max Sjöholm          | DQ        |